# Metal Gear Solid 4: Guns of the Patriots
Metal Gear Solid 4: Guns of the Patriots (skr. MGS4) – gra akcji z podgatunku skradanek, stworzona przez studio Kojima Productions. Scenariusz gry został napisany przez Hideo Kojimę, Shuyo Muratę i Yojiego Shinkawę. Gra jest siódmą grą w serii oraz pierwszą częścią dostępną na konsoli siódmej generacji – PlayStation 3. Światowa premiera miała miejsce 12 czerwca 2008 roku, 10 lat po premierze pierwszej gry z tytułem Metal Gear Solid, a 20 lat po amerykańskiej premierze pierwszej gry Metal Gear.

## Rozgrywka
W Metal Gear Solid 4 gracz (kierujący postacią Solid Snake’a) musi przekraść się przez wrogie środowisko, głównie unikając kontaktu z przeciwnikiem i polegając na sprycie, jak również uczestniczyć w wielkich bitwach. Grę obserwujemy z perspektywy trzeciej osoby (TPP) z dużą kontrolą nad kamerą, lecz można także przybierać widok z oczu postaci (FPP) oraz korzystać z widoku znad lewego lub prawego ramienia, w zależności od wyboru gracza. System walki w przestrzeniach zamkniętych (CQC) został całkowicie odświeżony.
Pewne elementy z poprzednich tytułów wróciły w zmienionej postaci. Gracz może teraz użyć nowego sposobu kamuflażu zwanego „OctoCamo”, zamiennik kamuflażu z Metal Gear Solid 3. Kostium OctoCamo (który nieaktywny ma kolor ciemnoniebieski) pozwala użytkownikowi wtopić się kolorystycznie w dotykaną powierzchnię w ciągu kilku sekund. Gracze używający joypadów Sixaxis/DualShock 3 mogą nimi potrząsnąć aby przywrócić OctoCamo standardowy kolor. Snake w późniejszej fazie gry otrzymuje również maskę z tą samą technologią, która pozwala mu na jeszcze lepszy kamuflaż lub udawanie innej osoby. Nowe urządzenie o wyglądzie przepaski na oko zwane „Solid Eye” zastępuje różne rodzaje lornetek i urządzeń wspomagających zmysł wzroku z poprzednich tytułów, a stalowa beczka oddaje hołd tradycyjnemu kamuflażowi w postaci kartonowego pudła. Osłania ona bohatera przed kulami i pozwala mu na toczenie się po terenie walki oraz przewracanie wrogów, lecz nadmierne podróżowanie w beczce może objawić się w postaci wymiotowania bohatera gry.
Gra przepełniona jest „retrospekcjami” (odnośników w postaci zdjęć wydarzeń, miejsc i osób), które odnoszą się do wydarzeń z poprzednich gier serii, sugerując w ten sposób związek z wydarzeniami z przeszłości, uzupełniając tym samym fabułę serii. Gracz może je zobaczyć poprzez naciśnięcie przycisku X (O w niektórych krajach), gdy pojawi się stosowna ikona na ekranie. Przerywniki Mission Briefing mogą być oglądane z różnych ujęć kamery lub eksplorowane przez zdalnie sterowanego Metal Geara Mk. II.
Dodatkowy kompanem Snake’a na polu bitwy został mały robot, Metal Gear Mk. II, pozwalający mu na kontakt radiowy z innymi postaciami, jako dodatku do CODEC-u z poprzednich części gry. Robot może również usypiać wrogów słabym wstrząsem elektrycznym, jak również sprawdzać teren bez narażania Snake’a. Jest wzorowany na identycznym robocie, z którego pomocy korzystał Gillian Seed, bohater starszej gry Hideo Kojimy pt. Snatcher.
Z powodu braku wibracji w joypadzie podczas tworzenia gry (co stanowiło ważny element poprzednich tytułów), wprowadzono nowość: biały „Threat Ring” (przezroczysty pierścień wokół bohatera), który w przypadku zbliżania się wroga sygnalizował jego obecność poprzez wybrzuszenie prostej linii wokół bohatera. Jako seria znana z powszechnego wykorzystania wibracji w joypadzie, niedługo po ogłoszeniu przez Sony nowego joypada z funkcją wibracji wydawca serii, firma Konami, ogłosiła wypuszczenia patcha dodającego do gry obsługę wibracji, przez co MGS4 stał się jednym z pierwszych tytułów obsługującym ”przywrócone” wibracje.
Zdrowie Snake’a odgrywa niewielkie znaczenie podczas rozgrywki. Jeśli bohater zostanie ranny na polu walki, nacięcia i oparzenia pozostaną widoczne na jego skórze. Jednakże twórcy gry chcieli oszczędzić graczowi stresu z powodu leczenia poszczególnych ran Snake’a, dlatego dano mu kombinezon ze specjalnego tworzywa, w którym bohater porusza się w podobny sposób jak w poprzednich grach serii.
Na ekranie gry widoczny jest pasek zdrowia bohatera oraz wskaźnik pod nim, który zastępuje pasek staminy z Metal Gear Solid 3. Wskaźnik „Stress” bazuje na aktualnych działaniach bojowych i warunkach wokół bohatera. Przy wysokim poziomie wskaźnika, Snake może wpaść w „bojowy szał”, który bardzo poprawi jego celność i zmniejszy przyjmowane obrażenia. Niestety efekt ten dość szybko mija i może spowodować nagłe załamanie Snake’a. Uspokojenie przynoszą mu papierosy. Wskaźnik „Psyche” powoli zmniejsza się podczas rozgrywki, powodując zmniejszenie celności i zwolnienie odnawiania paska zdrowia. Wiele przedmiotów w grze (np. słuchanie iPoda, zjedzenie zupki chińskiej, wypicie ReGain Energy Drinków czy racji żywnościowych) może odnowić wskaźnik.
W grze znajduje się również „Baseline Map”, radar w postaci mapy z dynamicznym okręgiem, zmieniającym się wraz z obecnością Snake’a, w odniesieniu do otaczającego go środowiska. Dostępny z poziomu głównego menu „Virtual Range” jest poziomem testowym poćwiczyć sterowanie Snake'iem, walkę w zwarciu oraz korzystanie z broni.

## Scenariusz

### Postacie
Większość postaci w MGS4 przeniesiona została z poprzednich gier tej serii, choć nowa gra obfituje także w postacie nigdzie wcześniej niewidziane. Szybko starzejący się Solid Snake powraca jako protagonista pod nowym pseudonimem Old Snake. Pomagają mu Roy Campbell, jego były oficer i przełożony, obecnie na emeryturze; Otacon, jego wierny przyjaciel od czasu wydarzeń z pierwszej części Metal Gear Solid; Naomi Hunter, uczona, która wstrzyknęła mu wirus FOXDIE; Meryl Silverburgh, heroina pierwszego Metal Gear Solid, obecnie przywódczyni Rat Patrol Team 01, jednostki militarnej wysłanej do zbadania działań PMC; Mei Ling, analityczka danych, która uczestniczyła w akcji na wyspie Shadow Moses, a obecnie kapitan przywróconego do służby okrętu USS Missouri (BB-63); Raiden, główny bohater Metal Gear Solid 2, obecnie ofiara eksperymentu, projektu stworzenia doskonałego żołnierza o nazwie kodowej Cybernetyczny Ninja; Rosemary, była dziewczyna Raidena, która teraz pracuje jako wsparcie psychiczne dla żołnierzy; oraz EVA z Metal Gear Solid 3, obecnie przywódczyni ruchu oporu o pseudonimie Big Mama.
Z nowych postaci Snake’a wspierają: Drebin 893, pracz broni oraz jego zaprzyjaźniona małpka Little Gray; Sunny, córka Olgi Gurlukovich, którą Raiden odbił z niewoli u Patriotów; oraz pozostali członkowie Rat Patrol Team 01, czyli Eda, drugi najwyższy rangą w zespole, radiowiec i snajper; Jonathan, ogromny i umięśniony żołnierz; i Akiba, ekspert od elektroniki. Jonathan i Ed dostali imiona po głównych bohaterach przygodówki Hideo Kojimy z 1994 r. pt. Policenauts, gdzie Meryl wystąpiła jako jedna z pobocznych postaci. Johnny jest strażnikiem, któremu Meryl zabrała kostium w pierwszym Metal Gear Solid.
Głównym czarnym charakterem gry jest Liquid Ocelot, początkowo Revolver Ocelot, tajny agent Patriotów do czasu gdy jego umysł został opanowany przez Liquid Snake’a po transplantacji jego ręki. Po jego stronie są: Vamp, ostatni żywy członek grupy Dead Cell (rozbitej przez Raidena podczas akcji Metal Gear Solid 2; oddział Beauty and The Beast; oraz jego prywatna armia, żołnierska elita złożona z kobiet – Haven Troops. Duch Psycho Mantisa z pierwszego Metal Gear Solid także pojawia się w grze.
Członkinie oddziału Beauty and the Beast służą w Metal Gear Solid 4 za głównych bossów. W skład oddziału wchodzą: Laughing Octopus, Raging Raven, Crying Wolf i Screaming Mantis. Ich zwierzęce imiona wyraźnie odnoszą się do członków Foxhound z pierwszego Metal Gear Solid, ich emocje do zespołu Cobras z Metal Gear Solid 3, a ich uzbrojenie do tego, którego używała grupa Dead Cell z Metal Gear Solid 2. Bliższe przyjrzenie się postaci Screaming Mantis odkrywa dwie marionetki o wyglądzie bossów z pierwszej części serii: Psycho Mantisa i The Sorrowa, którzy obaj byli psychikami. Wszystkie cztery są kobietami, które cierpią na zespół stresu pourazowego, na skutek czego stały się maszynami do zabijania. Ich zewnętrzny wygląd odnosi się do „Bestii”, natomiast ich wnętrze to wnętrze „Pięknej”. Do postaci „Pięknych” w grze wybrano cztery modelki: Lyndall Jarvis (Laughing Beauty), Scarlett Chorvat (Screaming Beauty), Mieko Rye (Crying Beauty) i Yumi Kikuchi (Raging Beauty). Głos postaci uzyskano dzięki nagrywaniu żeńskich głosów czytających tekst, gdy w tym samym czasie męski głos (Shozo Iizuka w japońskiej wersji oraz Fred Tatasciore w angielskiej) słychać równocześnie z żeńskim, co stworzyło efekt podzielonego głosu postaci.

### Fabuła
W roku 2014, pięć lat po incydencie na „Big Shell” (wydarzeniach z rozdziału „Plant” gry Metal Gear Solid 2), Metal Gear Solid 4 ukazuje świat, w którym ograniczenie działań militarnych na obcych terenach zostało zniesione, zaogniając potrzebę tworzenia nowych PMC (prywatnych firm wojskowych), prowadzących wojny zastępcze dla zysku ich mocodawców. Znacznie zwiększyło się znaczenie nanotechnologii, która przysługuje się zwiększaniu możliwości i utrzymywaniu lojalności najemników. System kontroli nanomaszyn PMC został nazwany „Sons of the Patriots” lub skrótowo „SOP”. Pięć największych firm wojskowych w grze (Praying Mantis, Otselotovaya Khvatka, Werewolf, Pieuvre Armement i Raven Sword) należą do większej firmy o nazwie Outer Heaven, dowodzonej przez Liquid Ocelota. Gromadząc armię przewyższającą siłą armię Stanów Zjednoczonych, Liquid przygotowuje zbrojne powstanie poprzez przejęcie kontroli nad systemem SOP. W tym świecie kolejny raz pogrążonym w kryzysie, szybko starzejący się i pozbawiony złudzeń o szczęśliwym życiu Solid Snake (teraz znanym jako Old Snake) zostaje wysłany na Bliski Wschód przez Roya Campbella by powstrzymać zamiary Liquida. Akcja MGS4 toczy się na pięciu terenach: na Bliskim Wschodzie, w Ameryce Południowej, Europie Wschodniej, na wyspie Shadow Moses oraz w Outer Haven.

## Tworzenie gry
Hideo Kojima obwieścił światu, że zostawi reżyserię serii Metal Gear po ukończeniu Metal Gear Solid 3 i zrobi miejsce dla nowej osoby, by wyreżyserowała Metal Gear Solid 4. W ramach żartu, nowym reżyserem serii ogłoszono Alana Smithee, lecz w 400-stronicowej książce dołączanej do japońskiego „Premium Pack” z Metal Gear Solid 3, nowym reżyserem okazał się być Shuyo Murata, współtwórca MGS3 i reżyser gry Zone of the Enders: The 2nd Runner. Był również autorem licznych Easter Eggów w Metal Gear Solid 2: Sons of Liberty oraz Metal Gear: Ghost Babel. Jednakże do współpracy przy grze po raz kolejny zaproszono Hideo Kojimę, po bardzo negatywnej reakcji fanów gry, włącznie z groźbami śmierci.
Gra już od stycznia 2008 była określana jako „fizycznie ukończona” i od tego czasu była obiektem wyczerpujących beta-testów. Podczas imprezy Destination PlayStation, która odbyła się 26 lutego 2008, Sony określiło światową premierę MGS4 na 12 czerwca 2008. Na tę samą datę zapowiedziano także specjalny zestaw: konsola PlayStation 3 i gra za niższą cenę niż osobno kupowane.
Metal Gear Solid 4: Guns of the Patriots jest pierwszą grą dla PS3, która używa pełnych 50GB dwuwarstwowej płyty Blu-ray, mimo bardzo zaawansowanej technologii kompresji danych.
Początkowo jednym z zakończeń dla gry miało być aresztowanie Snake’a i Otacona, a następnie skazanie i stracenie bohaterów, jednak pomysł został negatywnie przyjęty przez zespół Kojima Productions.

## Oceny gry
Metal Gear Solid 4 zyskało wielkie uznanie u krytyków, ze średnią oceną 94% wyliczoną przez portal Metacritic oraz średnią ocen 93% ze wszystkich ocen podliczonych przez portal Game Rankings. W pierwszej recenzji MGS4 otrzymało ocenę 10/10 od pisma PlayStation Official Magazine (UK), wraz z komentarzem „(MGS4) ciągle zmienia biegi, wprowadza coraz to nowe innowacje do gatunku”. Gra została nagrodzona oceną 10/10 od pisma Game Informer oraz ocenę 5/5 we wszystkich kategoriach (grafika, sterowanie, dźwięk i radość z zabawy) od portalu GamePro. Kolejne oceny za idealną grę trafiły do MGS4 od czasopism PlayStation: The Official Magazine (5/5), japońskiego Famitsu (40/40) i Empire. Od brytyjskiego IGN-u gra dostała ocenę 9.9/10, 9.5/10 od australijskiego IGN-u, a 10/10 „zwykłego” IGN-u. IGN w swojej video-recenzji gry stwierdziło, że MGS4 jest „jedną z najlepszych gier jakie powstały”. Magazyny Edge i Eurogamer przyznały grze oceny 8/10. Portal GameSpot nadając grze idealne 10 z 10 punktów przyznał, że „Metal Gear Solid 4: Guns of the Patriots jest najbardziej technicznie porażającą grą jaka powstała”, a recenzenci z całego świata zgodnie przyznali, że tytuł świetnie kontynuuje i podsumowuje całą sagę Metal Gear.

## Sprzedaż
Według japońskiego wydawnictwa Enterbrain, MGS4 sprzedał się w liczbie 476,334 kopii w ciągu pierwszych dni sprzedaży w Japonii, wliczając kopie sprzedane wraz z zestawami z konsolą. Spowodowało to znaczne zwiększenie sprzedaży PlayStation 3. PS3, zwykle sprzedawane w liczbie ok. 10 000 konsoli na tydzień, po premierze MGS4 w tydzień sprzedano 77,208 konsoli. Do 9 lipca 2008 r. sprzedano 576,437 kopii gry w Japonii. Według informacji Chart-Track (firmy prowadzącej badania rynku w Wielkiej Brytanii, gra jest drugą grą najszybciej sprzedającą konsole w Wielkiej Brytanii, zaraz po Grand Theft Auto IV. MGS4 nie pobił również rekordu Metal Gear Solid 2: Sons of Liberty, którego w 2002 r. w pierwszy weekend sprzedano 14 000 kopii; sprzedaż PlayStation 3 zwiększyła się o „minimalne” siedem procent w czasie pierwszego weekendu po premierze MGS4. Konami podało informację, że Metal Gear Solid 4 w tydzień po europejskiej premierze sprzedał się w ponad milionie kopii w Europie, wraz z ograniczoną do 25 000 sztuk limitowaną edycją, która „błyskawicznie zniknęła z półek”. W USA MGS4 był najlepiej sprzedającą się grą Czerwca 2008, z wynikiem 774,600 sprzedanych kopii (a nawet blisko miliona sztuk, jeśli liczyć zestawy z konsolą), powodując podwojenie sprzedaży PS3 w porównaniu do poprzedniego miesiąca, według informacji od firmy śledzącej działania rynkowe w USA – NPD Group. Na dzień 26 czerwca 2008, Metal Gear Solid 4 został sprzedany w ilości 3 milionów sztuk na całym świecie. Wiele sklepów przeżywało prawdziwe oblężenie graczy ustawiający się w kolejki dookoła budynku, stojących przez całą noc, co szybko stało się tematem wielu dzienników telewizyjnych, jak również dowcipne spojrzenie reporterów stacji Current TV.

## Głosy
| Aktor | Postać                                                                          |
| --- | ------------------------------------------------------------------------------- |
| David Hayter | Old Snake                                                                       |
| Patric Zimmerman | Liquid Ocelot Revolver Ocelot (dźwięk archiwalny)                               |
| Christopher Randolph | Hal „Otacon” Emmerich                                                           |
| Quinton Flynn | Raiden                                                                          |
| Paul Eiding | Roy Campbell                                                                    |
| Lara Cody | Rosemary                                                                        |
| Jennifer Hale | Naomi Hunter Mały John                                                          |
| Debi Mae West | Meryl Silverburgh                                                               |
| Beng Spies | Johnny „Akiba” Sasaki                                                           |
| Khary Payton | Drebin                                                                          |
| Cristina Pucelli | Sunny Gurlukovich                                                               |
| Lee Meriwether | Big Mama (EVA)                                                                  |
| Richard Doyle | Big Boss                                                                        |
| Kim Mai Guest | Mei Ling                                                                        |
| James Sie | Jonathan                                                                        |
| Dave Fennoy | Ed                                                                              |
| Phil LaMarr | Vamp                                                                            |
| Paula Tiso | Laughing Octopus Laughing Beauty                                                |
| Nika Futterman | Raging Raven Raging Beauty                                                      |
| Debra Wilson | Crying Wolf Crying Beauty                                                       |
| Andrea Zafra | Screaming Mantis Screaming Beauty                                               |
| Fred Tatasciore | Laughing Octopus Raging Raven Crying Wolf Screaming Mantis                      |
| Doug Stone | Psycho Mantis Żołnierze Genome (dźwięk archiwalny)                              |
| Bob Joles | Dowódca PMC                                                                     |
| Peter Lurie | Żołnierze Vulcan Raven (dźwięk archiwalny) Żołnierze Genome (dźwięk archiwalny) |
| Cam Clarke | Liquid Snake (dźwięk archiwalny) Master Miller (dźwięk archiwalny)              |
| John Cygan | Solidus Snake (dźwięk archiwalny)                                               |
| Josh Keaton | Ocelot (dźwięk archiwalny)                                                      |
| David Thomas | The Sorrow (dźwięk archiwalny)                                                  |
| Rob Paulsen | Gray Fox (dźwięk archiwalny)                                                    |
| Hideo Kojima | Bóg                                                                             |
| Bart Flynn Crispin Freeman Mark Hildreth Richard Steven Horvitz Andrew Kishino Nolan North Robert Wu Brian Bloom Roger Craig Smith | Żołnierze                                                                       |
| Erika Nann Kimberly Brooks Marisol Ramirez Kris Zimmerman Sarah Sido Sylvia Villagran Kari Wahlgren                                | Haven Troopers                                                                  |